# Kermes palestiniensis
Kermes palestiniensis är en insektsart som beskrevs av Alfred Serge Balachowsky 1953. Kermes palestiniensis ingår i släktet Kermes och familjen eksköldlöss.
Artens utbredningsområde är Israel. Inga underarter finns listade i Catalogue of Life.